# Louis Campana
Pour les articles homonymes, voir Campana.
Louis Campana, né le 17 juillet 1946 à Marostica (Italie), est un militant non-violent français, promoteur de la philosophie de Gandhi notamment par l'écriture et la réalisation ou co-réalisation de films documentaires et d'événements sur la pensée gandhienne et la non-violence. Fondateur et président des associations Shanti et Gandhi International, il est aussi compagnon des Communautés de l'Arche.

## Biographie et actions non-violentes
Émigré en France en 1947, Louis Campana suit après sa scolarité des études au petit séminaire de Thônes (Haute-Savoie).
En 1970, il entre en communauté à l’Arche de Lanza del Vasto, rencontré à la suite de la lecture du livre Vinoba ou le nouveau pèlerinage, écrit par Lanza lui-même sur la vie de Vinoba Bhave. L'Arche peut être considérée comme un ashram gandhien occidental.
Il reste huit ans à l'Arche, pendant lesquels il sera initié à l’action non violente: il participe, entre autres, à plusieurs jeûnes contre les essais nucléaires et à la lutte du Larzac. Cependant, l’action non violente essentielle est celle de la vie en communauté et en autonomie, c'est-à-dire la mise en pratique et l'approfondissement de la philosophie gandhienne. C'est aussi à l'Arche qu'il rencontre Isabelle Le Corre, qu'il épousera et avec qui il aura huit enfants.
En 1978 il rejoint pendant douze ans la communauté de la Théophanie dans l’Aude, filiale de l’Arche. Il y fonde l’association Mosaïque, qui accueille entre 700 et 1000 handicapés sociaux par an. Il est aussi gérant de l’exploitation agricole dépendant de la communauté.
En 1999, il se rend pour la première fois en Inde pour travailler sur le documentaire « L’Héritage de Gandhi aujourd’hui en Inde » de Benoît Cornuau, diffusé ensuite sur les chaînes Odyssée et TV5. 
En 2001, il crée l’association Shanti pour promouvoir la pensée gandhienne, à travers des documentaires écrits et vidéo. Avec François Verlet, il coréalise le documentaire « Les Colombes de l’ombre » sur les non-violents en Israël et en Palestine. 
En 2003, après avoir réalisé un film sur Lanza del Vasto, il participe, aux côtés de Jean-Baptiste Libouban, à un jeûne de huit jours par une température de moins dix degrés devant l’Assemblée des Nations unies à New York, afin de demander aux diplomates de l'Organisation des Nations unies de résister à la pression de l’administration Bush visant à bombarder l’Irak. Ce jeûne est animé par onze personnes membres des Communautés de l’Arche, de Pax Christi et de l'église Quaker. 
En 2004, il participe au Forum social mondial à Bombay et rencontre des Gandhiens du monde entier. Durant son séjour, il rencontre pour la deuxième fois Baba Amte et ses fils; très impressionné par leur expérience gandhienne communautaire à Anandwan, il réalise « Anandwan, la forêt joyeuse ou un autre monde est possible », un documentaire sur le village communautaire d'Anandwan fondé autour d'une communauté de lépreux. C’est l’expérimentation de la philosophie gandhienne altruiste en faveur d'un groupe humain habituellement ostracisé, les lépreux, par l'ensemble de la société indienne. Il séjournera de nombreuses fois dans cette communauté, où il ne cessera jamais de retourner chaque année.En 2004 et 2005, il participe aux côtés de José Bové à six actions contre les OGM avec les faucheurs volontaires, notamment l'arrachage de maïs transgénique, ainsi qu'aux procès qui s'ensuivent en tant que comparant volontaire. C’est l’occasion d’un autre film: « La Désobéissance civile, respiration de la démocratie », qui illustre la résistance aux OGM, avec des entretiens croisés entre historiens, juristes, théologiens, philosophes, syndicalistes autour de la désobéissance civile dans la tradition judéo-chrétienne et à partir des expériences gandhiennes. En 2005, il participe au congrès Paix et Non-violence organisé à l'Institut d'études gandhiennes de Wardha. L'année suivante, alors qu'il s'implique au sein de mouvements non-violents comme le Mouvement international de la réconciliation et Pax Christi France, il propose aux dirigeants de ce même institut un congrès international de la non-violence, afin de célébrer les 60 ans de la disparition de Gandhi, et fonde à cette occasion l'association Gandhi International. C'est ainsi qu'a lieu en 2008 le Congrès international de la paix et la non-violence de Wardha, soutenu par le prix Nobel de la paix Adolfo Pérez Esquivel et rassemblant plus de 150 représentants de mouvements non-violents internationaux. Un des objectifs de l'événement est de fédérer tous ces mouvements afin de se connaître, de travailler en réseau, d’être solidaire et de prévoir des actions communes d’envergure pour former à la non-violence et à la stratégie non-violente, résister aux abus de la mondialisation et trouver des solutions non-violentes aux problèmes de la misère, de l’exclusion et de l'accaparement des ressources. 
Entretemps, il a rencontré Rajagopal P.V., le leader du mouvement indien des sans-terre Ekta Parishad et participe en 2007 à leur grande marche non-violente Janadesh, pendant laquelle il tourne avec François Verlet La Marche des gueux ». Ce film sera projeté de nombreuses fois en Europe au cours des années suivantes et rencontrera un franc succès au sein des milieux militants associatifs; il est aussi le point de départ d'une forte amitié et d'une longue collaboration avec Rajagopal : Gandhi International organisera de nombreuses tournées de conférences avec le leader indien en Europe et participera pendant plusieurs années au forum Ekta Europe. 
Le 4 novembre 2008, Louis Campana reçoit à Bombay le Prix Jamnalal Bajaj pour la promotion des valeurs gandhiennes en dehors de l'Inde des mains du Vice-Président de l’Inde, Mohammad Hamid Ansari, pour sa contribution à la promotion de la philosophie gandhienne dans le monde entier. 
Au début de l'année 2009, il met en place un partenariat entre Gandhi International, Ekta Parishad et le SERPAJ (le réseau d'Adolfo Pérez Esquivel) afin de renforcer les liens entre les trois mouvements. Après une participation au Forum social mondial de Bélem en janvier 2009, une longue tournée de visites aux différentes antennes du SERPAJ est organisée au Paraguay, en Argentine, au Chili, en Colombie, au Costa Rica, au Panama et au Mexique. La visite s'achève au Canada, auprès de différentes organisations non-violentes et de l'université de Sherbrooke, où le film La marche des gueux est projeté en présence de nombreux étudiants et enseignants. L'équipe se compose, outre Louis Campana lui-même, de Ramesh Sharma (Ekta Parishad), Ana Juanche (SERPAJ) et Christophe Grigri (coordinateur au sein de Gandhi International). C'est l'occasion également de rencontrer de multiples organisations militantes et de parler de la future marche non-violente Jan Satyagraha organisée par Ekta Parishad en Inde en 2012.  
2009 est aussi l'année où s'effectue à Colombo la rencontre avec A. T. Ariyaratne, le leader du mouvement gandhien Sarvodaya Shramadana, au Sri Lanka ; ce sera l'occasion d'un nouveau film documentaire, également réalisé avec François Verlet: « Sarvodaya Shramadana, vers une économie non-violente », sorti l'année suivante.  
En 2010 Louis Campana propose à Ekta Parishad de renforcer le lien avec Gandhi International grâce à l'organisation commune d'un grand événement international à Bhopal, ville où se situe le siège du mouvement indien. Ce sera le colloque «Towards a non-violent economy » (« Vers une économie non-violente »),  qui rassemblera plus de 180 personnes de vingt pays différents, aussi diverses que des intellectuels, des militants, des juristes, des capitaines d'industrie et des gérants de multinationales, entre autres,.  
Cet événement sera complété l'année suivante, en juin 2011, par les Rencontres de Saint-Antoine-l'Abbaye autour de la question : Entre satisfaction des besoins et l'avidité du toujours plus, quels chemins pour une économie non-violente? avec plus de cinquante intervenants européens.  
En 2012 Louis Campana s'implique dans la marche non-violente contre la misère qui s'effectue entre Le Croisic et Paris, co-organisée par les associations Gandhi International et La Paix en marche. L'objectif de cette marche d'un mois, à laquelle plus de 100 personnes participent selon les étapes, est de parler du problème mondial de la souveraineté alimentaire, en pointant le dysfonctionnement du mode d'attribution des terres disponibles en France, et aussi de faire connaître et de soutenir la marche Jan Satyagraha 2012 d'Ekta Parishad. Cet événement sera le sujet d'un autre film documentaire de Louis Campana et François Verlet: « Cent mille et une victoires pour le monde », sorti en 2013.  
En 2016, à la suite d'un tournage en Assam (Inde), Louis Campana et François Verlet publient « Autonomia », un documentaire traitant de la conversion de paramilitaires à la non-violence dans le nord-est de l'Inde.
En 2016 et 2017, devant l'ampleur des noyades de subsahariens en mer Méditerranée, victimes conjointement de l’accaparement des terres, de l'élévation du niveau d'eaux salées en Casamance et de la fin d'une guerre civile dramatique pour la population, Louis Campana propose en lien avec l'association Génération non-violente du Père Camille Joseph Gomis,  un colloque :  « Pour que Vive la Terre, cultivons ensemble les graines de l'autonomie », qui rassemble à Brin, près de Ziguinchor, plus de 70 personnes, dont des autorités civiles et religieuses, des associations et syndicats de paysans, et des universitaires sénégalais et d'autres pays africains.
En 2020 Louis Campana est à l'origine de la Caravane des alternatives rurales et urbaines « Pour que Vive la Terre », un périple de 70 jours à travers le Sénégal, le Maroc et l'Espagne. Le blog de cet événement en raconte les faits et gestes, avec les rencontres multiples autour de ces alternatives. À l'occasion du passage de la Caravane à Madrid le 28 février 2020, Louis Campana a délivré une conférence en espagnol sur l'économie non-violente, dont la traduction en français est également disponible sur le site de l'association Gandhi International.

## Publications

### Livres
- Un bonheur à construire ... entre errances et évidences, Gandhi International Éditions, [2017]
- Qu'est-ce qu'une économie non-violente ?, Gandhi International Éditions, 2017

### Articles
- La Descendance d'Abel, publié dans les Nouvelles de l'Arche, juillet/août 2003
- La recherche du bonheur, publié dans les Nouvelles de l'Arche, octobre/novembre 2003
- Droit dans le mur, ou la fatalité active, publié dans les Nouvelles de l'Arche, février 2005
- Bâtir dans l'esprit de Gandhi, récit publié dans la revue Terre du ciel n°68, juin/juillet 2004
- Anandwan, la forêt joyeuse. Un autre monde est possible, publié dans les Nouvelles de l'Arche, août 2004
- Sommes-nous conséquents ?, publié dans les Nouvelles de l'Arche, octobre 2005
- Lanza del Vasto, artisan de la relation familiale, publié dans les Nouvelles de l'Arche, décembre 2005
- Les Implications de la pensée gandhienne dans l'Inde d'aujourd'hui, publié dans la revue Alliance pour une Europe des consciences, mars/avril 2006
- Lanza del Vasto, an apostle of non-violence and peace, écrit à l'occasion du 6° séminaire organisé en hommage à Ravindra Varma par l'Institut d'études gandhiennes de Wardha (Inde) en octobre 2009 et publié sur le site de l'Institut
- Gandhi and the Beatitudes of Meeting of Spiritualities and Transformation of Values, paru dans le recueil Reflections on Hind Swaraj publié par l'Institut d'études gandhiennes de Wardha (Inde) en 2010
- Violence, Civilisation, Language, Sin; In what Order Would You Put Them?, paru dans le recueil Reflections on Hind Swaraj, publié par l'Institut d'études gandhiennes de Wardha (Inde) en 2010

## Filmographie
- Les Colombes de l’ombre, un film de Louis Campana et François Verlet, Association Shanti, [2001]
- Lanza del Vasto le pèlerin, évocation poétique, philosophique et combattante, un film de Louis Campana, Association Shanti, [2003]
- La guerre n'est pas la solution elle est le problème, un film de Louis Campana et François Verlet, Association Shanti, [2003]
- Anandwan : La Forêt joyeuse, un film de Louis Campana,  Association Shanti, [2004]
- La Désobéissance civile; respiration de la démocratie, un film de Louis Campana,  Association Shanti, [2005]
- Lanza del Vasto, poète et artiste, un film de Louis Campana,  Association Shanti, [2006]
- Afrique outragée, Afrique brisée, mais Afrique libérée ? un film de Louis Campana,  Association Shanti, [2007]
- La Marche des gueux ou la Force libératrice de la non-violence, un film de Louis Campana et François Verlet, Association Shanti, [2008]
- Misère de misère, une économie de prédateurs, un film de Louis Campana, Association Shanti, [2009]
- Sarvodaya Shramadana, vers une économie non-violente, un film de Louis Campana et François Verlet, Association Shanti, [2010]
- Cent mille et une victoires pour le monde, un film de Louis Campana et François Verlet, Association Shanti, [2012]
- Autonomia - Violences d’État, terrorismes  et résistances gandhiennes, un film de Louis Campana et François Verlet, Association Shanti, [2016]

## Sources
- Entretien avec Nathalie Calmé dans le n° de mars - avril 2007 de la revue Sources: Tout doit être abandon, entretien avec Louis Campana
- Article de Laurent Grzybowski dans le n° 3555 de l'hebdomadaire La Vie du 17 octobre 2013: Louis Campana l'homme intérieur